# Coprosma rhamnoides
Coprosma rhamnoides là một loài thực vật có hoa trong họ Thiến thảo. Loài này được A.Cunn. mô tả khoa học đầu tiên năm 1839.